# Xenocypris macrolepis
Xenocypris macrolepis är en fiskart som beskrevs av Bleeker, 1871. Xenocypris macrolepis ingår i släktet Xenocypris och familjen karpfiskar. IUCN kategoriserar arten globalt som livskraftig. Inga underarter finns listade i Catalogue of Life.